# ویلیام آلبرت بویز
ویلیام آلبرت بویز (انگلیسی: William A. Noyes؛ ۶ نوامبر ۱۸۵۷ – ۲۴ اکتبر ۱۹۴۱) دانشمندی اهل ایالات متحده آمریکا، که زمینه‌ی فعالیتش شیمی بوده‌است. 